# Liste der Straßen und Plätze in Zöllmen

Lage der Gemarkung Zöllmen in Dresden

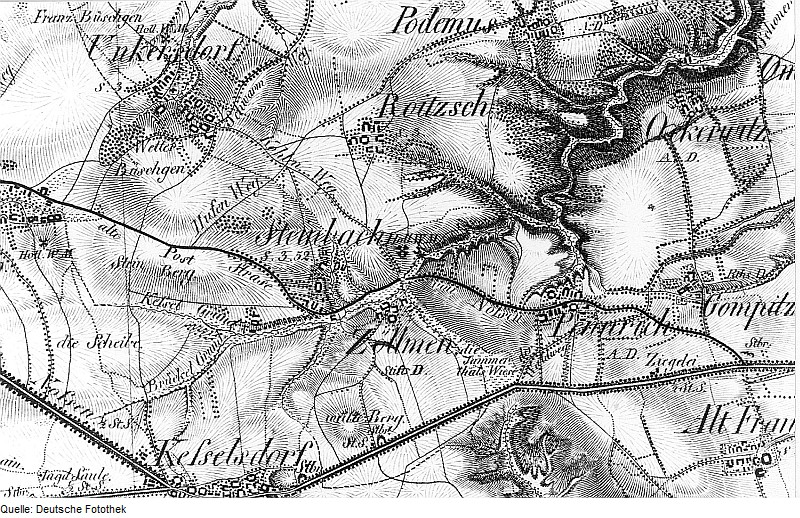
Zöllmen mit den Straßen und Wegen der Umgebung auf der Oberreitschen Karte aus dem 19. Jahrhundert

Die Liste der Straßen und Plätze in Zöllmen beschreibt das Straßensystem im Dresdner Ortsteil Zöllmen mit den entsprechenden historischen Bezügen. Aufgeführt sind Straßen, die im Gebiet der Gemarkung Zöllmen liegen. Kulturdenkmale in der Gemarkung Zöllmen sind in der Liste der Kulturdenkmale in Zöllmen aufgeführt.
Zöllmen ist Teil der Ortschaft Gompitz, die wiederum zum statistischen Stadtteil Gompitz/Altfranken der sächsischen Landeshauptstadt Dresden gehört. Im Zentrum der Zöllmener Flur befindet sich mit der Autobahn-Anschlussstelle Dresden-Gorbitz einer der wichtigsten Verkehrsknotenpunkte des westlichen Stadtgebiets. Dort trifft die Bundesautobahn 17 (Europastraße 55) auf ihrem Abschnitt zwischen dem Autobahndreieck Dresden-West und Pirna auf die Bundesstraße 173 zwischen Dresden und Freiberg. Zudem zweigt in Zöllmen die Staatsstraße 36 als Autobahnzubringer von Freital ab. Durch diese Verkehrsachsen ist Zöllmen zweigeteilt in die Siedlung An der Kümmelschenke im Süden und den alten Dorfkern Am Erlengrund nördlich der Autobahn, der an die Kreisstraße 6240 angebunden ist. Beide Teile liegen zwar nur rund 500 Meter Luftlinie voneinander entfernt, sind jedoch auf der kürzesten Straßenroute, einer Strecke von vier Kilometern, über Pennrich miteinander verbunden. Insgesamt gibt es in Zöllmen sechs benannte Straßen, die in der folgenden Liste aufgeführt sind. 
Bis zur Verlegung der Bundesstraße 173 im Zusammenhang mit der Fertigstellung des ersten Bauabschnitts der A 17 im Jahr 2001 führte die Kesselsdorfer Straße durch den Süden Zöllmens. Sie wurde anschließend bis auf den Abschnitt westlich der Wurgwitzer Landstraße, der als Kesselsdorfer Ortsdurchfahrt dient, zurückgebaut. Die heute als Zöllmener Landstraße bezeichnete Straße kreuzte ursprünglich die damalige Kesselsdorfer Straße in Höhe der Kümmelschänke und führte vorm Bau der A 17 weiter zum Zöllmener Dorfkern.

## Legende
Die nachfolgende Tabelle gibt eine Übersicht über die vorhandenen Straßen und Plätze im Ortsteil sowie einige dazugehörige Informationen. Im Einzelnen sind dies:
- Name/Lage: Aktuelle Bezeichnung der Straße oder des Platzes sowie unter ‚Lage‘ ein Koordinatenlink, über den die Straße oder der Platz auf verschiedenen Kartendiensten angezeigt werden kann. Die Geoposition gibt dabei ungefähr die Mitte der Straße an.
- Länge/Maße in Metern: Die in der Übersicht enthaltenen Längenangaben sind nach mathematischen Regeln auf- oder abgerundete Übersichtswerte, die in Google Earth mit dem dortigen Maßstab ermittelt wurden. Sie dienen eher Vergleichszwecken und werden, sofern amtliche Werte bekannt sind, ausgetauscht und gesondert gekennzeichnet. Bei Plätzen sind die Maße in der Form a × b dargestellt. Der Zusatz ‚im Stadtteil‘ bzw. ‚im Ortsteil‘ gibt an, wie lang die Straße innerhalb des Stadt-/Ortsteils ist, sofern sie durch mehrere Stadt-/Ortsteile verläuft.
- Namensherkunft: Ursprung oder Bezug des Namens.
- Jahr der Benennung: Zeitpunkt, zu dem die Straße ihren heute gültigen Namen erhielt (sofern bekannt).
- Anmerkungen: Weitere Informationen bezüglich anliegender Institutionen, der Geschichte der Straße, historischer Bezeichnungen, Baudenkmalen usw.
- Bild: Foto der Straße.

## Straßenverzeichnis
| Name/Lage                  | Länge/Maße | Namensherkunft              | Jahr der Benennung | Anmerkungen | Bild |
| -------------------------- | ---------- | --------------------------- | ------------------ | --- | ---- |
| Altnossener Straße Lage    |            | Alte Poststraße nach Nossen |                    | Die Altnossener Straße ist Teil der Kreisstraße 6240 und verbindet Zöllmen mit Pennrich und Gompitz. |      |
| Am Erlengrund Lage         |            | Flurname Erlengrund         |                    | Die Straße Am Erlengrund erschließt den Dorfkern von Zöllmen. Als Erlengrund wird ein Abschnitt des Zschonergrunds bezeichnet. |      |
| An der Kümmelschenke Lage  |            | Gaststätte Kümmelschenke    |                    | Die Kümmelschenke entstand Ende des 19. Jahrhunderts abseits des Dorfkerns an der damaligen Landstraße von Dresden nach Freiberg. Um sie herum entstand in der Folge eine Siedlung, die zunächst als Neuer Anbau bezeichnet wurde. Die Straße ist heute eine Sackgasse, die über die Zöllmener Landstraße erreichbar ist. |      |
| Coventrystraße Lage        |            | Coventry                    |                    | Die Coventrystraße ist ein Teil der Bundesstraße 173 und zwischen Gorbitz und Kesselsdorf durchgehend vierspurig ausgebaut. |      |
| Wurgwitzer Landstraße Lage |            | Landstraße nach Wurgwitz    |                    | Die Wurgwitzer Landstraße verbindet als Staatsstraße 36 die Bundesstraße 173 westlich der Anschlussstelle Dresden-Gorbitz mit Freital. |      |
| Zöllmener Landstraße Lage  |            | Landstraße nach Zöllmen     |                    | Die Zöllmener Landstraße verbindet den Ortsteil Kümmelschenke mit Wurgwitz. |      |